# 로열 에어 모로코의 운항 노선
로열 에어 모로코는 2016년 10월 기준으로 다음과 같은 노선들을 운항하고 있다.

## 운항 노선

### 아시아

#### 동아시아
- 중화인민공화국
  - 베이징 - 베이징 다싱 국제공항

#### 서남아시아
- 레바논
  - 베이루트 - 베이루트 국제공항
- 사우디아라비아
  - 리야드 - 킹 칼리드 국제공항
  - 제다 - 킹 압둘아지즈 국제공항

### 아프리카

#### 서아프리카
- 가나
  - 아크라 - 코토카 국제공항
- 감비아
  - 반줄 - 반줄 국제공항
- 기니
  - 코나크리 - 코나크리 국제공항
- 나이지리아
  - 라고스 - 무르탈라 모하메드 국제공항
  - 아부자 - 은남디 아지키웨 국제공항
- 니제르
  - 니아메 - 하마니 디오리 국제공항
- 라이베리아
  - 몬로비아 - 로버츠 국제공항
- 말리
  - 바마코 - 세누 국제공항
- 모리타니
  - 누악쇼트 - 누악쇼트 국제공항
- 베냉
  - 코토누 - 카제훈 공항
- 부르키나파소
  - 와가두구 - 와가두구 공항
- 세네갈
  - 다카르 - 다카르 레오폴 세다르 상고르 국제공항
- 시에라리온
  - 프리타운 - 룽기 국제공항
- 앙골라
  - 루안다 - 콰트루 드 페베레이루 국제공항
- 코트디부아르
  - 아비장 - 포트바우트 공항
- 토고
  - 로메 - 로메 토코인 공항

#### 중앙아프리카
- 가봉
  - 리브르빌 - 리브르빌 국제공항
- 적도 기니
  - 말라보 - 말라보 국제공항
- 중앙아프리카 공화국
  - 방기 - 방기 음포코 국제공항
- 카메룬
  - 야운데 - 야운데 은시말렌 국제공항
  - 두알라 - 두알라 공항
- 콩고 공화국
  - 브라자빌 - 마야마야 공항
  - 푸앵트누아르 - 푸앵트누아르 공항
- 콩고 민주 공화국
  - 킨샤사 - 킨샤사 국제공항

#### 동아프리카
- 케냐
  - 나이로비 - 조모 케냐타 국제공항

#### 북아프리카
- 리비아
  - 트리폴리 - 트리폴리 국제공항
- 모로코
  - 카사블랑카 - 무함마드 V 국제공항 허브 
  - 마라 - 메나라 국제공항 포커스 시티
  - 탕헤르 - 이븐 바투타 국제공항 포커스 시티
  - 나도르 - 나도르 국제공항
  - 다흐라 - 다흐라 공항
  - 라바트 - 세일 공항
  - 라윤 - 하산 1세 공항
  - 르자라트 - 르자자트 공항
  - 아가디르 - 알마사리아 공항
  - 알호세이마 - 체리프 엘 리드리씨 공항
  - 에사 - 모가 공항
  - 우지다 - 앙가다스 공항
  - 페즈 - 세니스 공항
- 알제리
  - 알제 - 우아리 부마디엔 국제공항
- 이집트
  - 카이로 - 카이로 국제공항
- 튀니지
  - 튀니스 - 튀니스 카르타고 국제공항

### 유럽

#### 서유럽
- 영국
  - 런던 - 런던 히드로 국제공항
  - 런던 - 런던 개트윅 국제공항
- 프랑스
  - 파리 - 파리 샤를 드 골 국제공항
  - 파리 - 파리 오를리 공항
  - 리옹 - 생텍쥐페리 국제공항
  - 낭트 - 낭트 아틀랑티크 공항
  - 니스 - 니스 코트다쥐르 공항
  - 마르세유 - 마르세유 프로방스 공항
  - 보르도 - 보르도 메리냑 공항
  - 스트라스부르 - 스트라스부르 공항
  - 툴루즈 - 툴루즈 블라냑 공항
- 독일
  - 베를린 - 베를린 테겔 국제공항
  - 뒤셀도르프 - 뒤셀도르프 국제공항
  - 뮌헨 - 뮌헨 국제공항
  - 프랑크푸르트 - 프랑크푸르트 국제공항
- 네덜란드
  - 암스테르담 - 암스테르담 스키폴 국제공항
- 벨기에
  - 브뤼셀 - 브뤼셀 국제공항

#### 중유럽
- 스위스
  - 제네바 - 제네바 국제공항
  - 취리히 - 취리히 국제공항

#### 남유럽
- 스페인
  - 마드리드 - 마드리드 바라하스 국제공항
  - 바르셀로나 - 바르셀로나 엘프라트 국제공항
  - 라스팔마스 - 그란 카나리아 공항
  - 발렌시아 - 발렌시아 공항
  - 말라가 - 말라가 공항
  - 테네리페 - 테네리페 노스 공항
- 이탈리아
  - 로마 - 레오나르도 다 빈치 국제공항
  - 밀라노 - 밀라노 말펜사 국제공항
  - 베니스 - 베니스 마르코 폴로 국제공항
  - 베로나 - 베로나 공항
  - 볼로냐 - 볼로냐 굴리엘모 마르코니 공항
  - 토리노 - 토리노 셀레 공항
- 튀르키예
  - 이스탄불 - 이스탄불 사비하괵첸 국제공항
  - 이스탄불 - 이스탄불 아르나부코이 국제공항
- 포르투갈
  - 리스본 - 리스본 포르텔라 국제공항

#### 동유럽
- 러시아
  - 모스크바 - 도모데도보 국제공항
- 폴란드
  - 바르샤바 - 바르샤바 프레드릭 쇼팽 국제공항

#### 북유럽
- 덴마크
  - 코펜하겐 - 코펜하겐 카스트럽 국제공항
- 스웨덴
  - 스톡홀름 - 스톡홀름 알란다 국제공항

### 아메리카

#### 북아메리카
- 미국
  - 워싱턴 D.C - 워싱턴 덜레스 국제공항
  - 뉴욕 - 존 F. 케네디 국제공항
  - 마이애미 - 마이애미 국제공항
  - 보스턴 - 보스턴 로건 국제공항
- 캐나다
  - 몬트리올 - 몬트리올 피에르 엘리오트 트뤼도 국제공항

#### 남아메리카
- 브라질
  - 리우데자네이루 - 리우데자네이루 갈레앙 국제공항
  - 상파울루 - 상파울루 구아룰류스 국제공항

## 과거 취항지

#### 아시아
- 시리아
  - 다마스쿠스 - 다마스쿠스 국제공항
- 아랍에미리트
  - 아부다비 - 아부다비 국제공항
  - 두바이 - 두바이 국제공항
- 이스라엘
  - 텔아비브 - 벤구리온 국제공항
- 쿠웨이트
  - 쿠웨이트 시티 - 쿠웨이트 국제공항

### 아프리카

#### 북아프리카
- 모로코
  - 에르라시디아 - 물레이 알리 세리프 공항
- 알제리
  - 오랑 - 오랑 에스 세니아 공항

#### 남아프리카
- 남아프리카 공화국
  - 요하네스버그 - OR 탐보 국제공항

#### 서아프리카
- 나이지리아
  - 카노 - 말람 아미누 카노 국제공항

### 유럽

#### 서유럽
- 영국
  - 맨체스터 - 맨체스터 공항
- 프랑스
  - 릴 - 릴 공항
  - 바스티아 - 바스티아-포레타 공항
- 독일
  - 쾰른 - 쾰른 본 공항
  - 함부르크 - 함부르크 공항
- 아일랜드
  - 더블린 - 더블린 공항

#### 중유럽
- 오스트리아
  - 빈 - 빈 국제공항

#### 남유럽
- 그리스
  - 아테네 - 아테네 국제공항
- 튀르키예
  - 이스탄불 - 이스탄불 아타튀르크 국제공항
- 포르투갈
  - 포르투 - 포르투 공항

#### 동유럽
- 러시아
  - 모스크바 - 셰레메티예보 국제공항

### 북아메리카
- 미국
  - 로스앤젤레스 - 로스앤젤레스 국제공항
  - 시카고 - 시카고 오헤어 국제공항